# ОШ „Емилија Остојић” ИО Доња Добриња
ОШ „Емилија Остојић” ИО Доња Добриња, у насељеном месту на територији општине Пожега, издвојено је одељење ОШ „Емилија Остојић” из Пожеге.
Отварању школе у Доњој Добрињи претходило је оснивање општинске управе. Након отварања општинске управе 1905. године, у истој згради почиње да ради школа 28. фебруара 1911. године. Међутим, због тескобности просторија, а нарочито због мале висине, ова зграда није могла бити трајније решење за школу па је, према извештају одбора од 27. јула 1911. године министар просвете и црквених послова одобрио да се „тадашња општинска судница доњодобрињска може употребити за школску зграду само за две године, пошто се претходно изврше све нужне поправке, за које ће време општина бити дужна подићи нову и прописану школску зграду; у противном, иста ће им се затворити и неће се отварати док не подигну нову школу”. Коначно, 21. новембра 1911. године, министар просвете донео је решење да се отвори основна школа. Први учитељ у овој школи био је Никола Марковић из Иванграда.
Настава у овој школи извођена је за ученике Доње Добриње, Честобрадице, и дела Средње Добриње. Школске просторије нису могле да задовоље потребе ученика па је 1925. године подигнута нова школска зграда. Изградњи школе су финансијски помогле земљорадничке задруге, а рад је финансирала школска општина. Школа је у то време имала 123 ученика са којима су у две учионице радила два учитеља. На седници органа управљања школе 11. априла 1961. године донета је одлука о изградњи нове школске зграде јер стара није одговарала санитарно-хигијенским условима. Школска зграда завршена је 1963. године, а вода је уведена 1964. године. Тадашња основна школа „Радосав Ковачевић” из Средње Добриње, са својим одељењима у Горњој и Доњој Добрињи и Папратишту, припојена је 1981. године на основу самоуправног споразума, Основној школи Емилија Остојић у Пожеги.
У периоду од оснивања 1911. до 1997. године у школи је радило двадесет два учитеља. 